# Samir Carruthers
Samir Badre Carruthers (ur. 4 kwietnia 1993 w Islington) – irlandzki piłkarz występujący na pozycji pomocnika w Sheffield United.